# Cladonema novaezelandiae
Cladonema novaezelandiae is een hydroïdpoliep uit de familie Cladonematidae. De poliep komt uit het geslacht Cladonema. Cladonema novaezelandiae werd in 1953 voor het eerst wetenschappelijk beschreven door Ralph. 